# Antonia Kesel

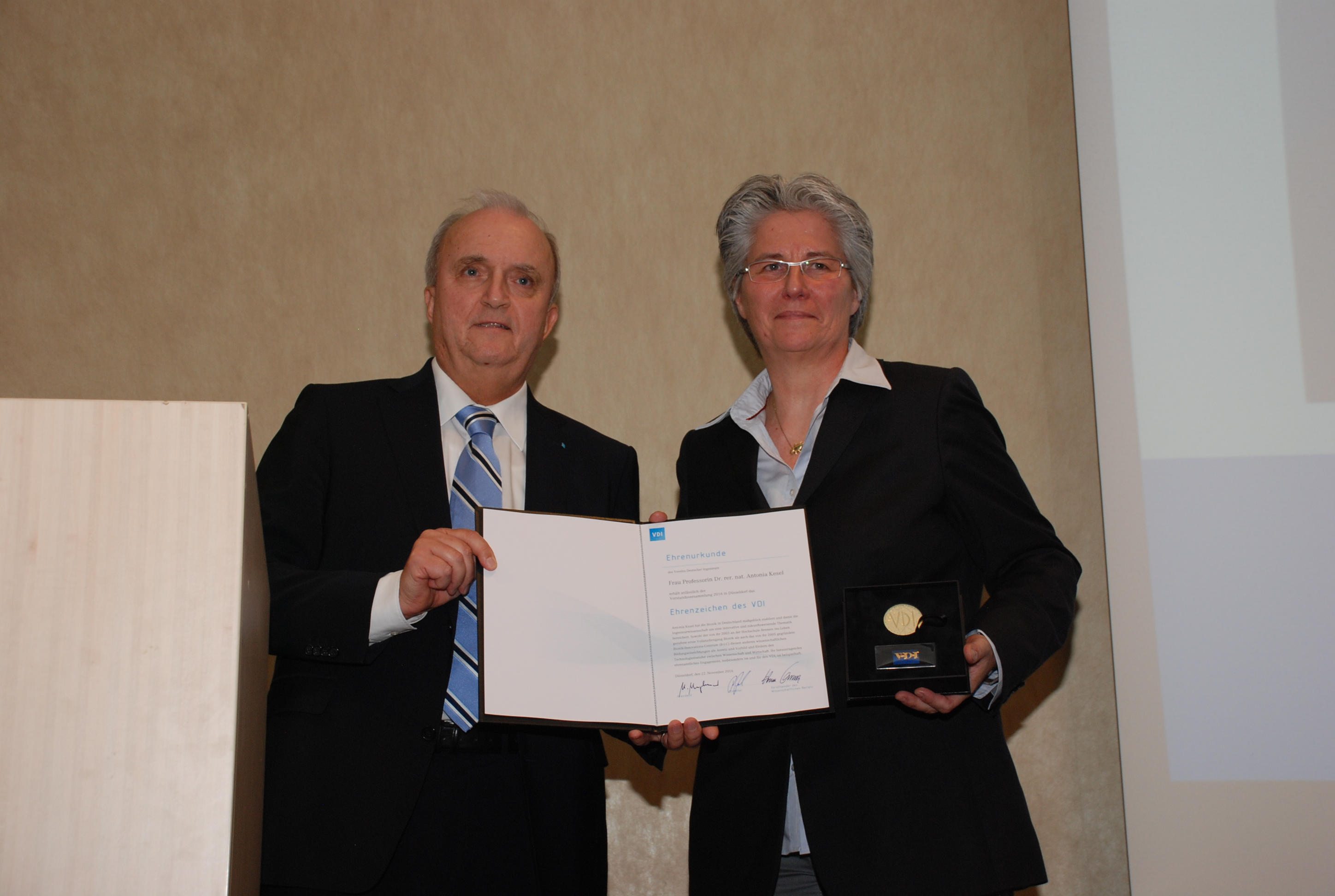
Verleihung des VDI-Ehrenzeichens an Antonia B. Kesel durch den VDI-Präsidenten Udo Ungeheuer im November 2016

Antonia Bettina Kesel (* 1962 in Saarbrücken) ist eine deutsche Bionikerin, Hochschullehrerin, Sachbuch- und Wissenschaftsautorin. Sie ist Begründerin des weltweit ersten grundständigen Studiengangs Bionik und leitet das Studienprogramm Bionik der Hochschule Bremen mit dem internationalen Bachelorstudiengang Bionik und dem Masterstudiengang „Bionik: Mobile Systeme“.

## Werdegang
Kesel studierte ab 1983 bei Werner Nachtigall an der Universität des Saarlandes Biologie und schloss ihr Studium 1989 mit einer Diplomarbeit zu neurophysiologischen Aspekten der Fischlokomotion ab. 1993 folgte die Dissertation über aquatische Lokomotion unter muskelphysiologischen, bewegungsdynamischen und biomechanischen Aspekten bei Fischen. 2001 verfasste Kesel über biomechanische Analysen zu Material, Struktur und Funktion ultraleichter Tragflächen der Insekten dann ihre Habilitationsschrift.
2003 folgte Antonia Kesel einem Ruf auf die Professur für „Technische Zoologie und Bionik“ an der Hochschule Bremen und baute dort den Studiengang Bionik auf. 2005 gründete sie an der Hochschule Bremen das Bionik-Innovations-Centrum (B-I-C), dessen Leitung sie seitdem innehat.

## Ämter und Auszeichnungen
Seit 2004 ist Kesel Präsidentin der Gesellschaft für Technische Biologie und Bionik e.V. (GTBB). Ebenfalls seit 2004 ist sie Vorstandsmitglied und seit 2013 auch Vorstandsvorsitzende des Bionik-Kompetenznetzes e.V. (BIOKON); in diesem Amt wurde sie 2016 und erneut 2019 für jeweils eine weitere Amtsperiode bestätigt. Seit 2009 ist Kesel zudem Gründungs- und Vorstandsmitglied von BIOKON International e.V.
Die Technische Hochschule Ostwestfalen-Lippe (TH OWL) berief Kesel in ihren Hochschulrat, welcher sie in seiner konstituierenden Sitzung am 24. Januar 2014 zur Vorsitzenden wählte.
2016 zeichnete der Verein Deutscher Ingenieure (VDI) Kesel für ihre Arbeiten und Erfolge in der Bionik mit dem VDI-Ehrenzeichen aus. Gewürdigt wurde damit vor allem ihr Engagement für die Etablierung der Bionik als Studienfach an deutschen Hochschulen und für die Verankerung der Bionik im VDI. Seit 2007 hat Kesel den Vorsitz im VDI-Fachbereich Bionik inne. Von 2009 bis 2014 hatte sie außerdem auch den Vorsitz in der VDI-Fachgesellschaft Technologies of Life Sciences übernommen. Zum 1. Januar 2021 wurde sie zur Vorsitzenden des Berufspolitischen Beirats des VDI und damit in das VDI-Präsidium gewählt.

## Werke (Auswahl)
Kesel legte über 100 wissenschaftliche Publikationen vor. Sie ist Mitherausgeberin der Reihe Bionik: Patente aus der Natur, in der die Beiträge der alle zwei Jahre stattfindenden gleichnamigen Bionik-Kongresse erscheinen, welche von der Gesellschaft für Technische Biologie und Bionik e. V. (GTBB) zusammen mit BIOKON e.V. und dem Bionik-Innovations-Centrum (B-I-C) der Hochschule Bremen ausgerichtet werden.
- (2016): mit Stefanie Wuttke und Bionik-Innovations-Centrum: Haihaut 2.0 – Herstellung biologisch inspirierter Anti-Bewuchsoberflächen zur großtechnischen Anwendung im Schiffbau Shark2Shipyard (S2S): Abschlussbericht über ein Forschungsprojekt, gefördert unter dem AZ 30726 von der Deutschen Bundesstiftung Umwelt. Bremen: Bionik-Innovations-Centrum der Hochschule Bremen.

- (2015): Bionik. 1. Aufl. Frankfurt am Main: Fischer E-Books. ISBN 978-3-10-560292-8
- (2010): Sind Prozesse aus der Natur auf Wirtschaftsprozesse übertragbar? In: Klaus-Stephan Otto und Thomas Speck (Hrsg.): Darwin meets business. Wiesbaden: Gabler, Springer Fachmedien.
- (2007) mit Ralph Liedert: Europäische Patentanmeldung "Antifouling Coating" EP 06 018 001.5. 2007.
- (2005) Bionik: Wie kann Technik von der Natur lernen? Welcher Weg führt von der Evolution zur technischen Konstruktion? Warum ist Spinnenseide reißfester als Stahl? Wie funktionieren selbstreinigende Blüten und Insektenaugen? Frankfurt: Fischer-Taschenbuch-Verlag.
- (1999) mit Monika M. Junge und Werner Nachtigall: Einführung in die angewandte Statistik für Biowissenschaftler. Basel, Boston, Berlin: Birkhäuser.